# Comuna Verhivsk
Verhivsk (în ucraineană Верхівськ) este o comună în raionul Rivne, regiunea Rivne, Ucraina, formată din satele Iasînînîci, Krîvîci, Makotertî, Peresopnîțea, Șostakiv și Verhivsk (reședința).

## Demografie
Componența lingvistică a comunei Verhivsk
     Ucraineană (99,35%)
     Alte limbi (0,65%)
Conform recensământului din 2001, majoritatea populației comunei Verhivsk era vorbitoare de ucraineană (99,35%), existând în minoritate și vorbitori de alte limbi.